# Energía renovable en Oceanía
Este artículo resume el estado de las energías renovables en Oceanía.
Las naciones insulares del Pacífico dependen en gran medida de las costosas importaciones de combustibles fósiles, por lo que están recurriendo, en diversos grados, a las energías renovables. Las opciones incluyen sistemas fotovoltaicos (PV) domésticos e tok en las islas montañosas.

## Melanesia

### Fiyi
El porcentaje de generación de electricidad renovable aumentó del 59% en 2013 al 65% en 2016. La Autoridad de Electricidad de Fiyi espera generar un 81% de forma renovable para 2020, de energía hidroeléctrica (c. 50% en la actualidad), biomasa, energía solar y energía eólica.

### Islas Salomón
La generación de electricidad renovable creció de <1% en 2013 a 5% en 2016.

### Vanuatu
La generación de electricidad renovable creció del 16% en 2013 al 29% en 2016.

## Micronesia
La generación de electricidad renovable ha aumentado del 0% en 2013 al 5% en 2016.

### Estados Federales de Micronesia
Se instalaron más de 350 sistemas solares domésticos en las islas exteriores de Yap.

### Kiribati
La generación de electricidad renovable creció del 0,2% en 2013 al 10% en 2016.

### Islas Marshall
La generación de electricidad renovable representa <1% a partir de 2016.

### Nauru
La generación de electricidad renovable creció de <1% en 2013 a 3,2% en 2016.

### Palau
La generación de electricidad renovable creció del 0,4% en 2013 al 2,3% en 2016.

## Polinesia

### Islas Cook
El porcentaje de generación de electricidad renovable creció del 3% en 2013 al 15% en 2016. Está previsto instalar cuatro sistemas híbridos fotovoltaicos-diésel en las islas exteriores a mediados de 2017.

### Niue
La generación de electricidad renovable creció un 2,5% en 2013 a un 9% en 2016.

### Samoa
Entre 2013 y 2016, la capacidad de generación renovable creció de 7,5 MW a 15,4 MW,principalmente debido a los sistemas de energía solar, pero también a dos aerogeneradores. Apolima se convirtió en la primera isla del Pacífico 100% renovable.

### Tokelau
Casi el 100% de la generación renovable se debe a los sistemas solares fotovoltaicos.

### Tonga
En 2000, el 75% de la energía de Tonga provino de las importaciones de petróleo, y la biomasa y los sistemas fotovoltaicos representaron el resto. En abril de 2009, el gobierno de Tonga trató de reducir esta costosa dependencia del petróleo mediante el desarrollo de un plan, posteriormente denominada Hoja de ruta energética de Tonga 2010-2020 (TERM).
Se espera que la generación de electricidad renovable crezca del 5,4% en 2013 al 13% en 2018.